# Opheltes glaucopterus
Opheltes glaucopterus (Linnaeus, 1758) è un imenottero della famiglia degli Icneumonidi.

## Descrizione

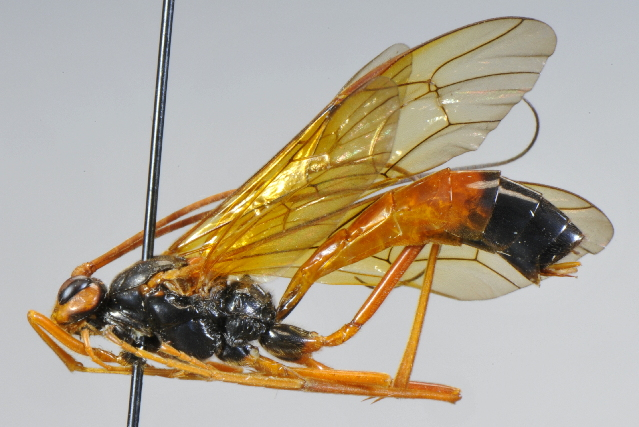
Esemplare raccolto in Alaska (Stati Uniti d'America)

È una specie di grandi dimensioni, di colore quasi completamente arancione eccetto per gli ultimi segmenti dell'addome, i lati del torace e la zona sopra alla vita, che sono neri; anche le ali sono leggermente aranciate.
È simile per aspetto alle specie della sottofamiglia Ophioninae, da cui può essere distinta per alcuni dettagli (presenza di una piccola areola nell'ala anteriore, e il primo segmento metasomale non è ampio con o con profonde fossette laterali)

## Biologia
È una specie con abitudini notturne o crepuscolari, attiva dalla tarda primavera fino all'autunno. Si tratta di un parassitoide delle larve del genere Cimbex e di altri Cimbicidi.

## Distribuzione e habitat
La specie è attestata in diversi paesi dell'Europa continentale e nelle isole britanniche, nonché in Canada, Stati Uniti d'America, Corea del Sud e Giappone.

## Tassonomia
La specie include le seguenti sottospecie:
- Opheltes glaucopterus apicalis (Matsumura, 1912)
- Opheltes glaucopterus glaucopterus
- Opheltes glaucopterus nigrodorsalis Meyer, 1922